# Міхал Францішек Потоцький
Міхал Францішек Потоцький (пол. Michał Franciszek Potocki, ? — 1753 або 1760) — польський шляхтич гербу Пилява, військовик, державний діяч, меценат.

## Життєпис

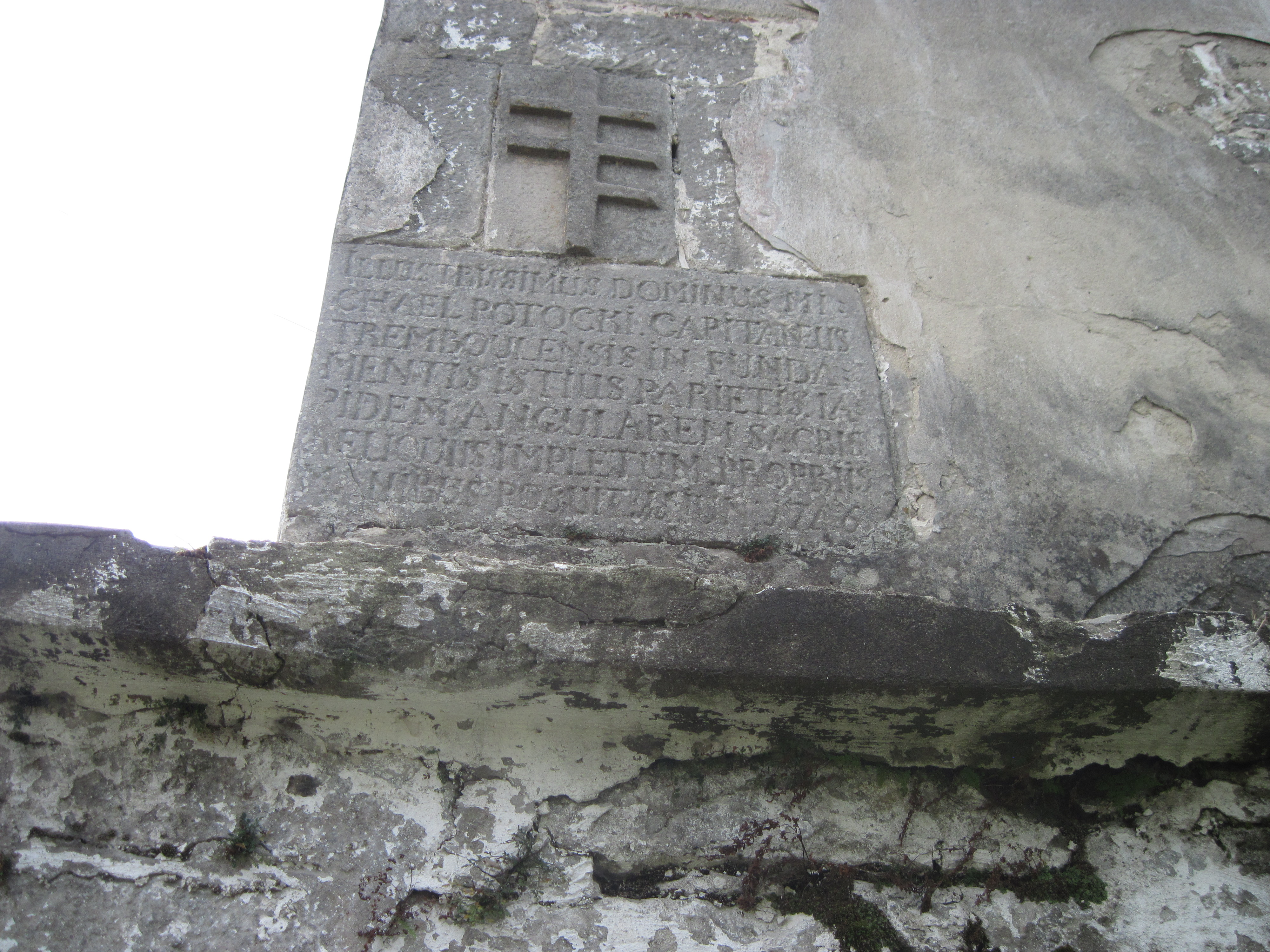
Пам'ятна дошка, Підкамінь

Син кам'янецького каштеляна Юзефа Станіслава Потоцького та Елєонори з Реїв, внук кам'янецького каштеляна Павела Потоцького.
1746 р. коштом М. Ф. Потоцького розпочався другий етап будівництва келій домініканського монастиря в Підкамені.

Меценат відбудови та реконструкції костелу святого Миколая та монастиря домініканців у місті Кам'янець-Подільський, тоді — домініканського монастиря в Підкамені (на стінах монастиря збереглась пам'ятна плита фундаторів).
1758 року Йоахім Кароль Потоцький отримав місто Мурафу Брацлавського воєводства і 8 фільварків від стрийка — теребовлянського старости Міхала Францішека Потоцького.
Був власником маєтності Савинці (тепер Ярмолинецький район). 1759 року передав маєтність Нєсвін небожу Теодорові Потоцькому, Говарчув — йому спільно з Йоахімом — у Сандомирському воєводстві.
Помер, за одними даними, 1753 року, за іншими — 1760 року у власному будинку («будинок Потоцького») на території фундованого домініканського монастиря (Кам'янець-Подільський). Два останні роки перед смертю провів у монастирі.
Посідав уряди старости теребовельського, чигиринського.

## Сім'я
Дружина — Маріанна з Концьких, сестра Яна Станіслава Концького, шлюб 25 травня 1721 року. Діти:
- Елеонора Тереза — дружина Юзефа Накваського, каштеляна равського
- Урсула — дружина Героніма Вєлопольського, великого коронного конюшого.[8]